# Robert Liefmann
Robert Liefmann  (Hamburgo, 4 de Fevereiro de 1874 – Morlaàs, 21 de Março de 1941) foi um economista alemão.
Investigou as formas de concentração de empresas e descobriu na compensação dos rendimentos marginais o princípio ordenador da economia.
Foi professor na Universidade de Freiburg.

## Obras
- Kartell, 1905
- Beteiligungs- und Finanzierungsgeselschaften, 1909
- Grundsätze der Volkswirtschaftslehre, 2 Vols., 1917-1919